# شناگر ویلسون
شناگر ویلسون (نام علمی: Phalaropus tricolor) نام یک گونه از سرده شناگرها است.